# Harold Parker
Harold Parker (27 de agosto de 1873-23 de abril de 1962 ) fue un escultor británico de nacimiento, que se crio en Australia, para posteriormente regresar al Reino Unido.

## Biografía
Harold Parker nació en 1873 en Aylesbury, Buckinghamshire, Inglaterra. Su familia se mudó a Brisbane, Australia en 1876.
Estudió en el Brisbane Technical College con John A. Clarke y Richard Godfrey Rivers, luego, en 1896, se fue a Londres, donde estudió con William Silver Frith, luego trabajó como asistente de Thomas Brock, Hamo Thornycroft y Goscombe John.
Alquiló un estudio cerca del de su colega escultor John Tweed, y de 1903 a 1929 expuso regularmente en la Real Academia de Arte de Londres y ocasionalmente en el Old Salon de París. Le encargaron retratar a los expatriados de Queensland y se convirtió en rival de Bertram Mackennal. En 1906 fue elegido miembro de la Real Sociedad de Escultores Británicos. El triunfo de su carrera se produjo en 1908, cuando por £1000 el Chantrey Fund compró su 'Ariadna' para la Tate Gallery. En 1910 su 'Prometheus Bound' recibió una 'mención' en el Salón.
En marzo de 1911, se casó con Janet Robinson, la hija del mayor Sir Thomas B. Robinson, entonces Agente General de Queensland en Londres.
En 1911, el recién casado Harold Parker visitó Brisbane y fue recibido con entusiasmo, pero aparte de su First Breath of Spring en la Galería Nacional de Arte de Queensland, no vendió ninguna de sus obras. De regreso a Londres recibió un encargo importante: La prosperidad de Australia y El despertar de Australia.
En 1929, su trabajo se exhibió en el Salón de París, la Real Academia de Arte y la Real Academia Escocesa.
En 1930, él y su esposa se establecieron en Brisbane, donde, al no recibir importantes encargos, se retiró de la vida pública, abandonando prácticamente la escultura por la pintura. Sin embargo, presentó una serie de diseños para los reversos de la propuesta de acuñación de Eduardo VIII en 1936. Su imagen de un reyezuelo fue seleccionada para el cuarto de penique, donde permaneció durante el resto de la existencia de la moneda, convirtiéndose en un símbolo firme y reconocido favorito en Gran Bretaña.
En 1937, se convirtió en miembro fundador y expuso con la organización antimodernista de Robert Menzies, la Academia Australiana de Arte.
En 1993 se celebró una retrospectiva de su obra titulada «Harold Parker, escultor en la Queensland Art Gallery de Brisbane». Las obras de arte de Harold Parker se encuentran en la Galería de Arte de Queensland.
Parker murió en Brisbane el 23 de abril de 1962. Fue enterrado en el cementerio del sur de Brisbane.